# قائمة التوزيعات الاحتمالية
تحتوي هذه اللائحة على مختلف التوزيعات الاحتمالية المعروفة.

توزيع ثنائي الحدين

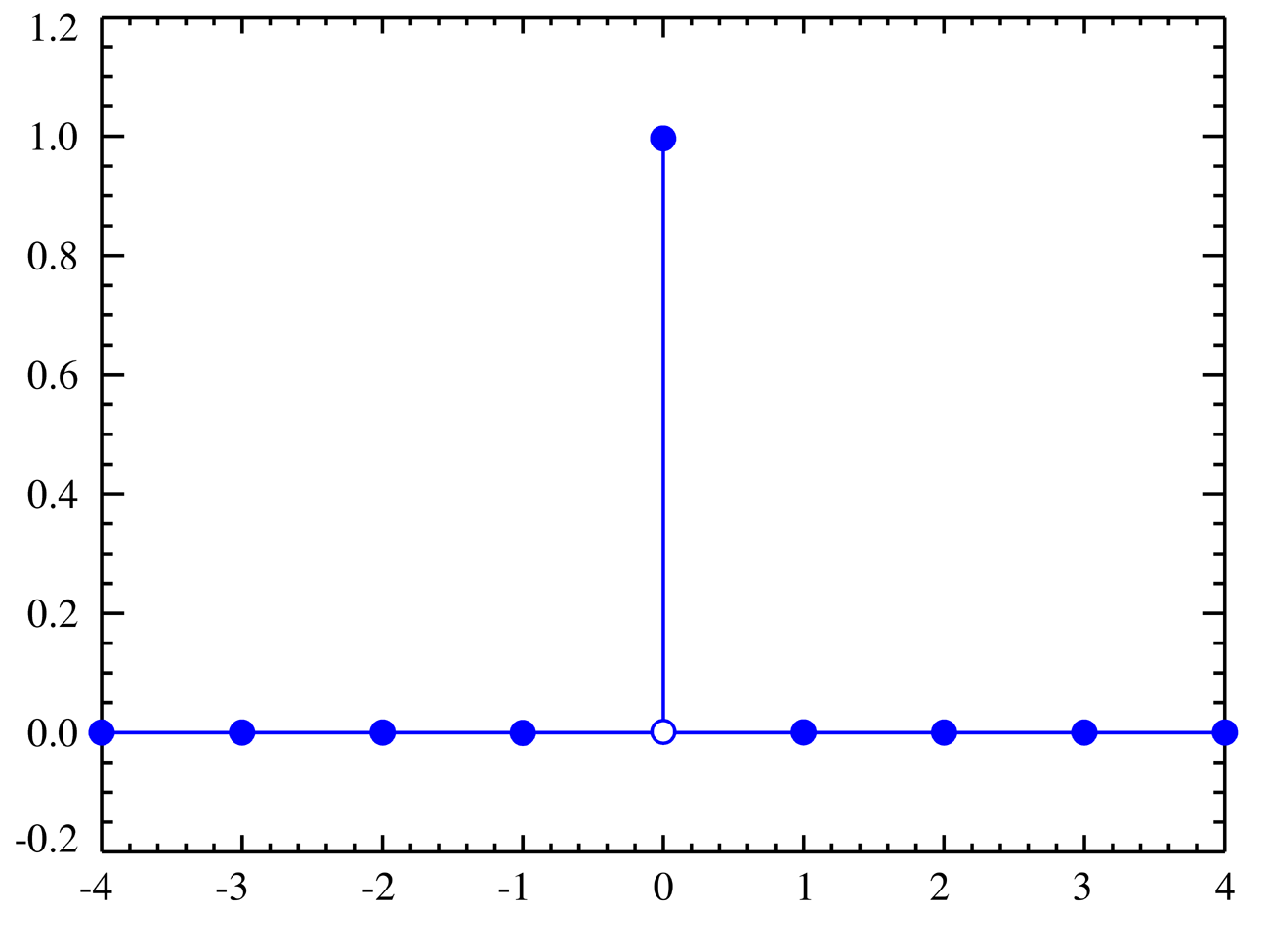
Degenerate distribution

## توزيعات متصلة

### المعرفة على مستقيم الأعداد الحقيقية كله
- توزيع بيهرنز-فيشر الذي يظهر في معضلة بيهرنز-فيشر.
- توزيع كوشي، مثال على توزيع ليس لديه قيمة متوقعة أو تباين. في الفيزياء عادة ما يدعى دالة لورانتزية، و وهو مرتبط بمجموعة من العمليات منها توزيع طاقة الرنين ، impact و طبيعي خط طيفي broadening و quadratic تأثير شتارك line broadening.
- توزيع تشيرنوف
- توزيع غاوسي مغير بشكل أسي، هو التواء لتوزيع طبيعي مع توزيع أسي.
- فيشر–تيبت، extreme value، أو log-Weibull توزيع
  - توزيع غومبل، حالة خاصة من توزيع فيشر–تيبت
- توزيع فيشر-زاي
- توزيع لوجستي معمم
- توزيع طبيعي معمم
- توزيع هندسي مستقر
- توزيع هولتسمارك، مثال على توزيع له قيمة متوقعة منتهية ولكن له تباين غير منته.
- hyperbolic توزيع
- hyperbolic secant توزيع
- Johnson SU توزيع
- توزيع لاندو
- توزيع لابلاس
- توزيع ليفي skew alpha-stable أو مستقر توزيع هو عائلة من توزيعs عادة ما تستعمل في to characterize البيانات المالية و critical behavior; the توزيع كوشي، توزيع هولتسمارك، توزيع لاندو، توزيع ليفي والتوزيع الطبيعي حالات خاصة.
- توزيع لينيك
- توزيع لوجستي
- map-Airy توزيع
- توزيع طبيعي، يدعى أيضا منحنى غاوسي أو منحنى الجرس. It is ubiquitous in nature و statistics due to the مبرهنة النهاية المركزية: كل متغير that can be modelled as a sum of many small independent، identically distributed متغيرات with منتهية متوسط وتباين بشكل تقريبي طبيعي.
- طبيعي-أسي-غاما توزيع
- توزيع غاوسي طبيعي عكسي
- بيرسون نوع 4 توزيع (انظر إلى توزيع بيرسون)
- skew طبيعي توزيع
- توزيع ستيودنت الاحتمالي، مفيد عند تقدير متوسطات غير معروفة لمجتمعات غاوسية.
  - noncentral t-توزيع
  - skew t توزيع
- توزيع غومبل نوع-1
- توزيع تراسي–وايدوم
- توزيع فاوغت، or Voigt profile، is the convolution of a طبيعي توزيع و a توزيع كوشي. موجود في spectroscopy when خط طيفي profiles are broadened by a خليط من توزيع كوشي ودوبلر broadening mechanisms.
- غاوسي minus exponential توزيع is a convolution of a طبيعي توزيع with (minus) an exponential توزيع.